# فريدريك والتر هايندمان
فريدريك والتر هايندمان هو سياسي كندي، ولد في 13 فبراير 1904 في تشارلوت تاون في كندا، وتوفي بنفس المكان في 12 أكتوبر 1995.